# نادي ماغديبورغ
نادي ماغديبورغ الأول لكرة القدم (بالألمانية: 1. FC Magdeburg) هو نادي كرة قدم ألماني، تأسس في 21 ديسمبر 1965، ويقع مقره في مدينة ماغديبورغ. يلعب الآن في دوري الدرجة الثانية. استطاع الفوز بلقب كأس الكؤوس الأوروبية في عام 1974.